# Chris Ciriello
Christopher ("Chris") Ciriello (Melbourne, 1 oktober 1985) is een Australisch hockeyer.
Ciriello speelde vanaf 2004 voor het Australische jeugdelftal onder 21. Hij maakte zijn debuut voor de Australische hockeyploeg in 2008 tijdens een vriendschappelijk toernooi in Zuid-Afrika. Hij maakte deel uit van de selectie die op de Olympische Spelen van 2012 brons haalde. Daarnaast behaalde hij goud tijdens de Champions Trophy 2010 en op de Gemenebestspelen in 2010. Ciriello scoorde in de finale van het WK hockey 2014 in Den Haag driemaal en veroverde goud met de Australische mannenploeg.
In clubverband speelde Ciriello in eigen land voor de Victoria Vikings en Doncester Hockey Club. In 2012 kwam Ciriello op aanraden van zijn landgenoot Jamie Dwyer naar Nederland en sloot hij zich aan bij HC Bloemendaal. 